# Tolbiac (metrostation)
Tolbiac er en station på metronettet, beliggende i Paris' 13. arrondissement. Stationen betjener metrolinje 7, og den blev åbnet 7. marts 1930. Metrostation Tolbiac ligger under Avenue d'Italie, syd for Rue de Tolbiac, som er to af Paris' vigtige veje.
Metrostationen har navn efter Rue de Tolbiac og dermed efter Tolbiac (eller Tulbiacum) ved Köln, hvor frankerne under ledelse af Klodevig 1. slog alemannerne under slaget ved Tolbiac i 496.
Det er fire indganger til stationen:
- Rue de Tolbiac 76
- Avenue d'Italie 72
- Rue Toussaint-Féron 55
- Rue de la Maison Blanche 61

Stationen ligger nær et af Paris' asiatiske kvarterer og ved Parc de Choisy.

## Trafikforbindelser
- RATP

## Galleri
- Stationens indgang fra Rue de la Maison Blanche
- En af stationens perroner